# Compañero de la Liberación

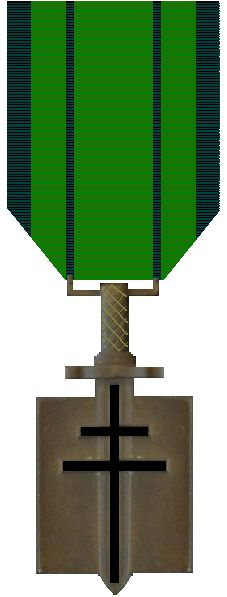
Medalla de la orden de la Liberación.

Un compañero de la Liberación es un miembro de la Orden de la Liberación creado el 17 de noviembre de 1940 por Charles de Gaulle, jefe de los Franceses Libres.

## Descripción de los Compañeros
El título se otorgó para recompensar a personas, unidades militares y colectividades civiles destacadas en la liberación de Francia y su imperio.
1038 personas, cinco comunas (París, Île-de-Sein, Nantes, Grenoble y Vassieux-en-Vercors), dieciocho unidades combatientes, de las cuales dos navíos de guerra, formaban parte del número de compañeros de la Liberación en el momento de la firma del decreto de 23 de enero de 1946. De estos 1038 compañeros, 271 lo fueron a título póstumo.
La lista incluye sesenta extranjeros, de veintidós nacionalidades diferentes, dos de ellos (Jaime Turrell y Turrull y Felipe Maeztu) de origen español; el más joven, muerto a los catorce años, es Mathurin Henrio. Entre los más célebres están Dwight Eisenhower, el rey de Marruecos Mohammed V, el rey del Reino Unido Jorge VI, Winston Churchill o el escritor Romain Gary.
El último superviviente fue Hubert Germain y falleció el 12 de octubre de 2021.